# بزرگ‌نمایی بر کهکشان آندرومدا
بزرگنمایی بر کهکشان آندرومدا (انگلیسی: Zooming In on the Andromeda Galaxy)، که با نام گیگاپیکسل‌های آندرومدا نیز شناخته می‌شود، یک عکس ترکیبی از کهکشان آندرومدا است که در سال ۲۰۱۵ توسط تلسکوپ فضایی هابل تهیه شده است. اندازهٔ این عکس ۱٫۵ میلیارد پیکسل است و بزرگ‌ترین تصویری است که تاکنون توسط این تلسکوپ گرفته شده است. این تصویر در زمان انتشار برای عموم، یکی از بزرگ‌ترین تصاویری بود که تا آن زمان ثبت شده بود.
در اواخر ۲۰۱۱، خزانهٔ پانکروماتیک هابل از آندرومدا (PHAT) راه‌اندازی شد و وظیفهٔ نقشه‌برداری از یک سوم ستاره‌های درون کهکشان آندرومدا را بر عهده گرفت. تا سال ۲۰۲۴، حدود ۱۱۷٬۰۰۰٬۰۰۰ شیء نجومی با استفاده از شش فیلتر نوری طی این نقشه‌برداری شناسایی شده‌اند.
در این تصویر قسمت قرار گرفته در منتهی‌علیه سمت راست دیسک کهکشانی آندرومدا در نور مرئی نمایان است، و وسعت بخش نمایش‌یافته تقریباً برابر با ۶۱٬۰۰۰ سال نوری است. این تصویر نمایش‌دهندهٔ ۱۰۰ میلیون از انواع مختلف ستاره‌های حاضر در این کهکشان و هزاران خوشه ستاره‌ای است. در پایین سمت چپ تصویر هسته کهکشان و خطوط غبار نیز قابل مشاهده هستند. چندین جرم دیگر در اعماق فضا، از جمله کهکشان‌های پس‌زمینه، در تصویر قابل مشاهده هستند. ستارگان کهکشان راه شیری نیز قابل مشاهده هستند و معمولاً با اندازه‌ای بزرگتر از ستاره‌های کهکشان آندرومدا دیده می‌شوند.
ترکیب نهایی این تصویر با استفاده از ۴۱۱ بار نوردهی انجام‌شده از ژوئیهٔ ۲۰۱۰ تا اکتبر ۲۰۱۳ به یکدیگر متصل شده‌اند، و خود تصویر نیز برای نخستین بار در دویست و بیست و پنجمین گردهمایی جامعه اخترشناسی آمریکا در سیاتل، واشینگتن به نمایش درآمد. این تصویر ترکیبی، بزرگ‌ترین و واضح‌ترین عکس ترکیبی گرفته‌شده از کهکشان آندرومدا، و نیز بزرگ‌ترین عکسی است که تاکنون توسط تلسکوپ فضایی هابل به ثبت رسیده است. این عکس در زمان انتشار نیز یکی از بزرگ‌ترین عکس‌های ثبت‌شده در میان تمامی عکس‌های موجود در جهان بوده است. این تصویر برای کمک به فضانوردان در شناسایی کهکشان‌های مارپیچی بیشتر مشابه آندرومدا با استفاده از نور، مورد استفاده قرار گرفته است.